# 丹尼尔·阿林
丹尼尔·巴特利特·阿林 （英語：Daniel Bartlett Allyn，1959年9月24日—），美国陆军上将，现为第35任美国陆军副参谋长，于2015年8月15日上任。 阿林上将曾任美国陆军部队司令部司令，第18空降军軍長等职。 